# Werelderfgoed in Guinee-Bissau
Tot het UNESCO werelderfgoed in Guinee-Bissau behoort een werelderfgoed. Deze werd in 2025 ingeschreven.

## Werelderfgoederen

### Actuele Werelderfgoederen
Deze lijst toont de werelderfgoederen in Guinee-Bissau in chronologische volgorde (C – Cultuurerfgoed; N – Natuurerfgoed).
| Naam                                                               | Jaar | Soort | Beschrijving | Afbeelding |
| ------------------------------------------------------------------ | ---- | ----- | ------------ | ---------- |
| Kust- en mariene ecosystemen van de Bijagós Archipel – Omatí Minhô | 2025 | N     |              |            |